# Sioux Falls Skyforce
Die Sioux Falls Skyforce sind eine Franchise der NBA G-League, die in Sioux Falls (South Dakota) beheimatet ist. Nach ihrer Gründung 1989 spielte die Basketballmannschaft der Franchise bis 2006 in der Continental Basketball Association (CBA), bevor sie anschließend in die G-League wechselte.

## Geschichte

Vereinslogo bis 2013

Am 14. Februar 1989 wurde bekanntgegeben, dass in Sioux Falls ein CBA-Expansionsteam angesiedelt werden soll. Der Teamname „Skyforce“ wurde bei einem Wettbewerb ermittelt.
Das erste Spiel der Skyforce fand am 16. November 1989 statt und wurde mit 79:85 gegen die Rapid City Thrillers verloren.
1994 wurde Flip Saunders zum Head Coach und führte das Team mit einer 34:22-Bilanz zum ersten Mal in der Vereinsgeschichte in die Play-offs. Daraufhin wurde Saunders von den Minnesota Timberwolves in die NBA geholt. Die Skyforce heuerten Morris „Mo“ McHone als neuen Cheftrainer an. Er wurde zum erfolgreichsten Head Coach in der Vereinsgeschichte. Zwischen 1995 und 1999 konnte das Team 142 Spiele gewinnen (bei nur 82 Niederlagen). McHone führte die Skyforce zu drei CBA-Finalserien. 1996 gewannen die Sioux Falls Skyforce sogar den CBA-Titel.
Am 8. Februar 2001 stellte die CBA kurzzeitig ihren Spielbetrieb ein und die Skyforce schloss sich für den Rest der Saison der IBL an. In den IBL-Play-offs verloren sie gegen die Rockford Lightning. Schon in der nächsten Saison nahm die CBA wieder ihren Spielbetrieb auf. 2005 konnten die Skyforce zum zweiten Mal die CBA-Meisterschaft gewinnen.
Am 6. April 2006 wurde vom Team bekanntgegeben, dass sie sich nach 17 Jahren in der CBA der NBA G-League anschlossen. Außerdem kehrte Mo McHone als Head Coach zur Mannschaft zurück. In der ersten Saison in der NBA-Aufbauliga konnten 30 von 50 Spielen gewonnen werden.
Kasib Powell wurde in der Saison 2007/08 zum NBA D-League Most Valuable Player gewählt.
Am 10. Juni 2013 gaben die Skyforce und die Miami Heat bekannt, dass die Skyforce ab der Saison 2013–2014 eine exklusive Partnerschaft mit der NBA-Franchise aus Florida geschlossen haben. Dafür wurde auch das Logo entsprechend der Farben der Miami Heat angepasst.
2016 gewannen die Skyforce erstmals die G-League Meisterschaft mit einem 2-1 über die Los Angeles D-Fenders.

## Bekannte Spieler

### CBA
- Raja Bell (2000-01)
- Troy Hudson (1997-98 and 1998-99)
- Randy Livingston (1997-98, 1998-99 und 2000-01)

### NBA Development League
- Will Blalock (2006-07, von den Detroit Pistons zugeteilt)
- Amir Johnson (2006-07, von den Detroit Pistons zugeteilt)
- Bobby Jones (2006-07, von den Philadelphia 76ers zugeteilt)
- Antonio Meeking (2006-07)
- Kasib Powell (2007-08)
- Jared Reiner (2006-07)
- Luke Whitehead (2006-07)
- Patrick Ewing Jr. (2011-12)